# Trichocentrum ionopthalmum
Trichocentrum ionopthalmum är en orkidéart som beskrevs av Heinrich Gustav Reichenbach. Trichocentrum ionopthalmum ingår i släktet Trichocentrum och familjen orkidéer. Inga underarter finns listade i Catalogue of Life.